# ベン・アダムス
ベン・アダムス（Ben Adams、1981年11月22日 - ）は、イギリスのシンガーソングライター。ボーイ・バンドであるa1のメンバーとして知られている。
2022年に覆面歌手のサブウルファーのメンバーとしてユーロビジョン・ソング・コンテスト2022（ノルウェー代表）に出場した。ケース（Keith）名義で演唱曲の「Give That Wolf a Banana」の作詞作曲にも名を連ねた。

## ディスコグラフィ

### スタジオ・アルバム
- All Wrapped Up (2019年、Ben Adams)

### シングル
- "Sorry" (2005年)
- "O M G" (2017年)
- "Here and Now" (2017年) ※with Joanne Clifton
- "Crush" (2017年)
- "I Can't Make You Love Me" (2018年)
- "You'll Be My Ghost" (2018年)
- "Shallow" (2019年) ※with Ulrikke Brandstorp
- "This Is Christmas" (2019年) ※with Morissette
- "2 By 2" (2020年)
- "I Can't Let Go" (2020年)
- "No Make Up" (2020年)
- "Progress" (2020年)
- "Won't Let You Down" (2020年) ※with Tony Jordan
- "Never Let You Go" (2021年) ※with Avian Grass
- "24/7" (with Rogers) (2022年)